# Julee Cruise
Julee Ann Cruise, född 1 december 1956 i Creston, Iowa, död 9 juni 2022 i Pittsfield, Massachusetts, var en amerikansk sångerska och skådespelerska, främst känd för signaturmelodin "Falling" från TV-serien Twin Peaks. Hon samarbetade vid flera tillfällen med kompositören Angelo Badalamenti och regissören David Lynch, som producerade och skrev texterna till de flesta av hennes låtar.
Cruise begick självmord den 9 juni 2022 vid 65 års ålder efter att ha lidit av systemisk lupus erythematosus och depression.

## Diskografi

### Originalalbum
- Floating into the Night (1989)
- The Voice of Love (1993)
- The Art of Being a Girl (2002)

### Singlar
- Falling (1990)
- Rockin' Back Inside My Heart (1991)
- Summer Kisses, Winter Tears (1991)
- Movin' In On You (1993)
- If I Survive (1999)

### Filmmusik
- The Company (2003)
- Nutcracker (2001)
- Free Enterprise (1998)
- Scream (1996)
- Twin Peaks - Fire Walk With Me (1992)
- Bis Ans Ende Der Welt (1991)
- Twin Peaks (1990)
- Industrial Symphony No. 1: The Dream of the Brokenhearted (1990)
- Blue Velvet (1986)

### Samarbeten på skiva
- Khan
- Hybrid
- Angelo Badalamenti (Blue Velvet, Twin Peaks, Fire Walk With Me)
- Moby
- The B-52's
- Mocean Worker
- David Lynch (Blue Velvet, Twin Peaks, Fire Walk With Me)
- B(if)tek
- Bobby McFerrin
- Kenneth Bager
- Ror Shak
- Delerium
- Time of Orchids

## Filmografi
- Twin Peaks - Fire Walk With Me (1992)
- Twin Peaks (1990)
- Industrial Symphony No. 1: The Dream of the Brokenhearted (1990)
- The Wind in the Willows (1983)
- The Red Shoes (1983)
- Puss In Boots (1982)
- Alice In Wonderland (1982)
- The Marvelous Land of Oz (1981)